# Lambert Goffings
Lambert Goffings (Wellen, 17 februari 1893 - Sint-Truiden, 30 maart 1961) was een Belgisch volksvertegenwoordiger en burgemeester.

## Levensloop
Goffings was beroepshalve mijnwerker. Op Geneanet wordt hij vermeld als klompenmaker, landbouwer en mijnwerker, met als overlijdensdatum 30 maart 1960.
Hij was een zoon van klompenmaker Victor Goffings (Ulbeek, 1849 - Borgloon, 1937) en van Maria-Catharina Hansen (Wellen, 1854 - Wellen, 1926). Hij trouwde met Maria Josephina Antoinetta Achten (Kortessem, 1897- Wellen, 1966).
Hij werd gemeenteraadslid (1932) en burgemeester (1947-1957) van Wellen.
In 1946 werd hij verkozen tot CVP-volksvertegenwoordiger voor het arrondissement Tongeren-Maaseik en vervulde dit mandaat tot in 1955.